# Romano Galeffi

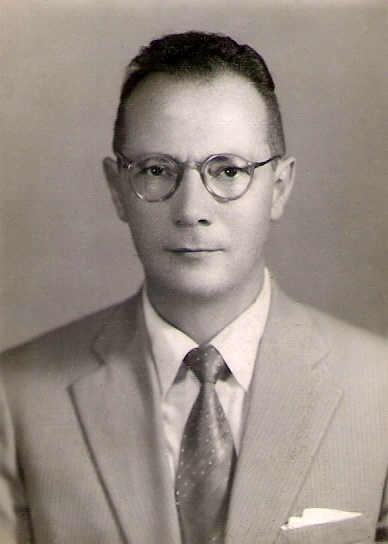
Romano Galeffi

Romano Galeffi  (Montevarchi, 17 de novembro de 1915 — Salvador, 1º de janeiro de 1998) foi um filósofo e crítico de arte italiano radicado no Brasil, fundador da cadeira de estética (filosofia da arte) na Universidade Federal da Bahia (UFBA). Foi o primeiro a implantar este campo de conhecimento nas universidades brasileiras.

## Biografia
Cursou a escola primária e secundária em Montevarchi, Itália, antes de passar para a Escola Magistral de Arezzo, onde conheceu a filosofia. Fascinou-se tanto por ela que fundou em Montevarchi, junto com um grupo de amigos, o círculo jovem "Viver a vida", que tinha como objetivo o aprofundamento do estudo filosófico.
Concluído o Ensino Médio, seu irmão Carlo chama-o a Roma para trabalhar no Ministério dos Transportes. Romano aproveita a oportunidade para juntar-se à Faculdade de Educação, onde estudou com os principais pensadores italianos da época, tais como Giovanni Gentile, Franco Lombardi, Ugo Spirito e, sobretudo, Benedetto Croce, de quem se tornou discípulo.
Dispensado do exército em razão de uma severa miopia, dividiu seu tempo entre o Ministério e os estudos universitários. Escapa milagrosamente de ataques e bombardeios a Roma durante a Segunda Guerra Mundial.
Graduou-se em 1945 com uma tese intitulada "A moral em Bergson". Após a publicação da tese em 1949, recebeu aprovação de filósofos como Louis Lavelle, Henri Gouhier e Jacques Chevalier.
Chega ao Brasil em 1949, a convite de Isaías Alves e do reitor da Universidade Federal da Bahia — Edgard Santos. Doutora-se com uma pesquisa centrada na filosofia de Bergson e Kant. Assim começa sua carreira acadêmica no Brasil, que teve como uma de suas grandes realizações a fundação da cadeira de estética na Escola de Belas Artes da UFBA, cadeira que Galeffi ocupou até sua aposentadoria.
Adaptou-se tão bem a Bahia que convidou seu irmão Ottavio e seu pai, viúvo desde 45, para morar na cidade de Salvador. Romano aprendeu rapidamente o novo idioma. Um ex-aluno conta que, impressionado com o ótimo português do professor e, sabendo que ele tinha emigrado para o Brasil já na meia-idade, perguntou-lhe como conseguira aprendê-lo tão rapidamente. Romano respondeu que já sabia alguns rudimentos da língua, mas acrescentou: "Foi fácil, comecei a ler Machado de Assis, e em quinze dias falava e escrevia em português perfeitamente, mas li apenas o Dom Casmurro". Machado de Assis fez com que Romano se encantasse pela literatura brasileira, que começou a devorar às pressas, interessando-se especialmente pela poesia de Castro Alves.
Membro do Instituto Brasileiro de Filosofia e colaborador regular da Revista Brasileira de Filosofia, representou o Brasil diversas vezes em congressos internacionais, nos quias era reconhecido pela criatividade do seu pensamento. Os congressos, porém, mantinham-no às vezes por meses longe de casa. Voltava sempre carregado de livros.
Na vastidão da sua produção escrita reconhece-se precisão e originalidade, especialmente nos trabalhos sobre Henri Bergson e Kant. É estimado por certa ala do pensamento católico.
Romano teve dificuldade em manter a precisão acadêmica na edição de suas obras, pois diversas vezes editores com pouca bagagem cultural trocavam, por exemplo, "teleológica" por "teológica ", e isto o obrigava a corrigir seus livros exemplar a exemplar.
Considerado, junto com Giulio David Leon, um dos maiores filósofos da Arte no mundo acadêmico brasileiro e creditado como um filósofo de reputação internacional pela qualidade e versatilidade de seus estudos, Galeffi manteve sempre uma carinho especial por seu mestre Croce. Desenvolveu a ideia croceana de que as ciências humanas dividiram-se em Lógica, Estética, Ética e Economia, as quais não são nada mais que as projeções das quatro dimensões do mesmo espírito: verdade, beleza, bondade, e o útil. Romano acreditava na existência de um quinto elemento, a Unidade, e trouxe ao pensamento croceano a profundidade metafísica que lhe faltava.
Seu pensamento filosófico não diferia muito de sua filosofia de vida, baseada principalmente no amor a Deus e ao próximo, amor a natureza e ao cosmos.
Confirma-nos o escritor Sergio Campailla: "Romano foi um professor universitário, professor de filosofia, um amante da estética. Era inspirado por um idealismo inacreditável, fiel ao croceanismo de sua juventude, mas com enxertos múltiplos e irregulares. Deu-me uma cópia de "A grande síntese" de Pietro Ubaldi, uma obra quase desconhecida para nós, mas que ele considerava surpreendente e reveladora. Então, ele queria me envolver e revelar o principal do que aprendera em sua experiência particular de transição da Europa para a cultura sul-americana. Era acima de tudo um homem bom, protegido pelo escudo de sua bondade. Caso fosse analfabeto, mudaria pouco ou nada. Mas, ao contrário, ele era culto, ingênuo, e afirmou que o mundo seria melhor, e se exasperava porque esta regeneração demorava a ocorrer."

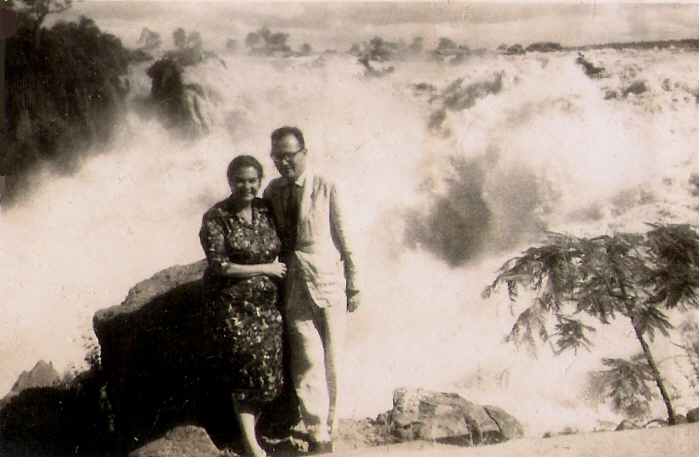
Romano e Gina Galeffi

Ainda em Roma, em 1948, conhece sua esposa, a filóloga Maria Luigia Magnavita, conhecida na Bahia e na Itália como Gina Galeffi, que era italiana de origem, mas sua família emigrara para o Brasil um pouco antes da Primeira Guerra Mundial. Formaram um par inoxidável. De acordo com o pianista Franco Meri Lao, eram apenas "muito alternativos", ou melhor, "dois anjos disfarçados". Dois anjos brasileiros, porém originários da Itália, o que lhes causava nostalgia da terra natal, à qual cultivavam grande amor. Além de numerosas obras de caridade, estabeleceram um incansável e altamente pessoal programa de intercâmbio cultural entre Brasil e Itália, que foi oficializado com a fundação da Sociedade Dante Alighieri da Bahia e da Associação Brasileira dos Professores de Italiano (ABPI).
Faleceu em 1998, com 83 anos de idade, na mesma cidade de Salvador em que deu aulas por quatro décadas. O número 189 da Revista Brasileira de Filosofia traz o seguinte In Memoriam escrito por Miguel Reale:
"Com o falecimento de Romano Galeffi, perde o Instituto Brasileiro de Filosofia um de seus fundadores mais lúcidos e dedicados, podendo-se afirmar que foi em torno de sua figura, e a do saudoso Antonio Luiz Machado Neto, que se desenvolveu o pensamento filosófico na Bahia nesta segunda metade do século que se finda. Galeffi era também membro do "Comité International pour les Études d'Esthétique".
Mestre por vocação natural e constante, percebeu ele, desde o início, o papel que o IBF iria desenvolver no País, atuando em três campos distintos e complementares, no estudo crítico e no repensamento das ideias fundamentais de fonte primordialmente europeia; na pesquisa objetiva e serena de nossa experiência filosófica, até então entendida como série contraditória e inexpressiva de situar e resolver problemas novos, em função das especiais circunstâncias brasileiras, correndo o risco inerente a toda tentativa de pensar por si mesmo, sem ficar adstrito à mera interpretação de textos alheios.
Esse risco é compensado pela equivalência ética de ganhar ou perder as batalhas do ideal, como bem o sabem os que se dedicam desinteressadamente aos problemas filosóficos, procurando não ficar confinados à passiva repetição do pensado alhures, qualquer que possa ser a originalidade de seus escritos.
Na tríplice tarefa acima referida, Romano Galeffi deixou a marca de sua personalidade, seja expondo ou criticando, em livros de real valor, a doutrina de Bergson e de Kant, seja oferecendo soluções próprias no campo estético, muito embora sob a nunca negada influência de Benedetto Croce. assim como procurando aliciar novas inteligências ao cultivo da filosofia da arte.
Sua principal contribuição, além da ampla apreciação crítica do pensamento estético contemporâneo, refere-se à natureza da criação artística, e ao papel essencial representado pela estética no universo da cultura.
Ele pertenceu, por legítimos títulos, à Grande Geração que, finalmente, conseguiu instaurar uma linha de continuidade na tradição filosófica brasileira, com uma compreensão aberta e pluralista das diversas doutrinas, nacionais ou estrangeiras, criticamente analisadas, sem os preconceitos ou as visões unilaterais que antes caracterizavam a história das ideias em nosso País.
É com a mais sentida mágoa que a Revista Brasileira de Filosofia registra a perda do eminente amigo e confrade."

## Obra principal
- La filosofia di Bergson, Istituto Statale dei Sordomuti, Roma, 1949
- Leonardo da Vinci, in Rivista brasileira de Filosofia, 1952
- Concepção atual do humanismo in Humanitas a cura di Universidad Nacional de Tucuman, Facultad de Filosofia y Letras, Tucuman, Universidad Nacional de Tucuman, 1953
- Atualidade de Kant, Arquivos da Universidade da Bahia, Bahia, II, 1953, pp. 41-48.
- Kant: personalidade e obra, in Arquivos da Universidade da Bahia, Bahia, IV, 1955, pp. 81-90
- Atualidade de Antonio Rosmini, Porto Akegre, 1956
- Il sacro come contenuto artistico in Proceedings, Edition du Comite Hellenique d'Organisation, 1960
- Presença de Bergson, Salvador, UFBA, 1961
- A autonomia da arte na estética de Benedetto Croce, Coimbra, Portugal, Atlântida Editora, 1966
- A cibernética como problema filosófico in Rivista brasileira de Filosofia, 18, 1968
- O problema estetico in Convivium Revista de Investigacao e Cultura, Sao Paulo, v. 10/14, n. 3, p. 175-189, may.june 1971
- Relazione tra arte e teologia in San Bonaventura da Bagnoregio in Atti del Congresso internazionale per il VII centenario di san Bonaventura, a cura di Alfonso Pompei, Roma, Pontificia facoltà teologica san Bonaventura, 1976
- Fundamentos da Criação Artística, São Paulo, Melhoramentos, 1977
- Ugo Spirito, Balanço de una vida integramente consagrada a Pesquisa Filosófica, in Revista Brasileira de Filosofía, vol. XXX, fasc. 116, pagg. 415-424
- A Filosofia de Immanuel Kant, Brasília, Edunb, 1986
- Investigações de Estética, Salvador, UFBA, 1971 tradotto anche in tedesco, greco e italiano
- Fundamentos da Critica de Arte, Contemp, 2ª edição, 1985.